# Bungalow pour femmes
Pour plus de détails, voir Fiche technique et Distribution.
Bungalow pour femmes (The Revolt of Mamie Stover) est un film américain réalisé par Raoul Walsh, sorti en 1956.

## Synopsis
Mamie Stover vient d'être expulsée de San Francisco. Elle s'embarque sur un navire en partance vers Honolulu. Durant la traversée, elle fait la connaissance de l'américain Jim Blair. Une idylle se noue entre eux. Mais à l'arrivée, Mamie découvre que son compagnon de voyage est fiancé avec Annalee Johnson. Désabusée, elle s'engage comme entraîneuse au Bungalow, maison dirigée d'une main de fer par Bertha Parchman, secondée par le méprisable Harry Adkins. Jim revoit Mamie, mais après l'attaque de Pearl Harbor il s'engage pour partir au front. À son départ, elle lui promet d'abandonner cette vie. Mais l'appât du gain est le plus fort, et Mamie monte dans la hiérarchie du Bungalow. Jim revient et s'aperçoit de la situation. Au cours d'une dernière entrevue, il rompt avec elle. Il ne reste à Mamie qu'à repartir pour San Francisco, aussi pauvre qu'avant.

## Fiche technique
- Titre original : The Revolt of Mamie Stover
- Titre français : Bungalow pour femmes
- Réalisateur : Raoul Walsh
- Scénario : Sydney Boehm d'après le roman The Revolt of Mamie Stover de William Bradford Huie
- Direction artistique : Mark-Lee Kirk et Lyle R. Wheeler
- Décors : Walter M. Scott, Chester Bayhi
- Costumes : Travilla et Charles Le Maire
- Photographie : Leo Tover
- Son : W. D. Flick, Harry M. Leonard
- Montage : Louis R. Loeffler
- Direction musicale : Lionel Newman
- Musique : Hugo Friedhofer
- Production : Buddy Adler
- Société de production : Twentieth Century-Fox
- Société de distribution : Twentieth Century-Fox
- Pays de production :  États-Unis
- Langue originale : anglais
- Format : Couleur (DeLuxe) — 35 mm — 2,35:1 (CinemaScope) - Son Stéréo 4 pistes
- Genre : Drame
- Durée : 92 minutes
- Dates de sortie : 
  - États-Unis : 11 mai 1956 (New York)
  - Belgique : 22 juin 1956
  - France : 29 août 1956
- Affiche : Boris Grinsson (France)

## Distribution
- Jane Russell : Mamie Stover
- Richard Egan : Jim Blair
- Joan Leslie : Annalee Johnson
- Agnes Moorehead : Bertha Parchman
- Jorja Curtright : Jackie
- Michael Pate : Harry Adkins
- Richard Coogan : Capitaine Eldon Sumac
- Alan Reed : Capitaine Gorecki
- Eddie Firestone : Tarzan
- Jean Willes : Gladys
- John Halloran : Henry, le videur du club